# Do my best!!
Singles de Rev. from DVL
Love ~arigatou~
(16 avril 2014) REAL / Koi Iro Passion
(3 déc. 2014)
Do My Best (titré Do my best!! ; écrit officiellement en alphabet anglais) est le 2e single du groupe féminin japonais Rev. from DVL sorti le 13 août 2014.

## Détails du single
Le single sort le 13 août 2014, quatre mois après le précédent single Love ~arigatou~, en plusieurs éditions avec des couvertures différente : des éditions notées A et B et un éditions version numérique. Il atteint la 11e place du classement hebdomadaire des ventes de l'Oricon et s'y maintient pendant cinq semaines.
Le single contient la chanson principale Do my best!! (écrite par Maon Kuge et composée par koma’n), sa chanson face B principale STEP by STEP!, une autre chanson en face B cependant variante selon l'édition ainsi que leurs versions instrumentales. L'édition numériques contient un quatrième titre en supplémentaire et une couverture différente. L'édition A est accompagnée d'un DVD supplémentaire contenant la musique vidéo de la chanson-titre en version drama et version dance. Le groupe occupe douze membres ayant participé aux chansons du single et apparaissent toutes les couvertures du single. La couverture de l'édition B représente Kanna Hashimoto, une des plus populaires du groupe (qui avait prêté son image au jeu vidéo social Girlfriend Beta en mai 2014) qui figure elle seule en uniforme et avec son portrait manga.
Avant la sortie du single, un membre nommé Motono Kyōka avait été ajoutée au groupe entre avril et mai 2014 et n'a donc pas participé à l'enregistrement du précédent single. Elle ne participe pas à celui-ci ni au prochain single Real / Koi Iro Passion qui sort en décembre 2014. La chanson-titre est chantée par tous les membres mais principalement par ceux régulièrement mis en avant comme Kanna Hashimoto, Miho Akiyama et Nagisa Shinomiya, les membres principaux du groupe.
La chanson Do my best!! (ainsi que les chansons en face B STEP by STEP!, Koi Shite Zukkyun! et Eien Puzzle) figureront trois ans plus tard dans l'album best-of Never Say Goodbye -arigatou- sorti en mars 2017.

## Clips vidéo
Le groupe met en ligne le 16 juillet 2014 le clip vidéo du titre Do my best!! : celui-ci dure plus de 11 minutes. Il s’agit d’une version drama dont un des membres du groupe, Kanna Hashimoto, joue le rôle principal. Un mois après, une version "dance" du clip est mise en ligne le 26 août 2014 après sa sortie du single ; celui-ci dure plus d'environ 6 minutes.

## Membres
Membres crédités sur le single : 
| - Kanna Hashimoto (membre central) : chant principal - Miho Akiyama (sub-leader) : chant principal - Nagisa Shinomiya : chant principal - Miki Washio : chœurs - Hitomi Imai (leader) : chœurs - Honami Kōya : chœurs | - Yuna Nishioka (sub-leader) : chœurs - Yukina Hashimoto : chœurs - Nanami Chikaraishi : chœurs - Reina Fujimoto : chœurs - Nanami Takahashi : chœurs - Saki Furusawa : chœurs |

## Liste des titres
| 1. | Do my best!!                            |  |
| 2. | STEP by STEP!                           |  |
| 3. | Kimi Dake no Story (君だけのストーリー) |  |
| 4. | Do my best!! (instrumental)             |  |
| 5. | STEP by STEP! (instrumental)            |  |
| 6. | Kimi Dake no Story (instrumental)       |  |

| 1. | Do my best!! (Music Video Drama ver.) | 11:30 |
| 2. | Do my best!! (Music Video Dance ver.) | 6:14  |

| 1. | Do my best!!                              |  |
| 2. | STEP by STEP！                            |  |
| 3. | Koi Shite Zukkyun! (恋してズッキューン！) |  |
| 4. | Do my best!! (instrumental)               |  |
| 5. | STEP by STEP ! (instrumental)             |  |
| 6. | Koi Shite Zukkyun! (instrumental)         |  |

| 1. | Do my best!!                     |  |
| 2. | STEP by STEP！                   |  |
| 3. | Eien Puzzle (永遠パズル)         |  |
| 4. | Mayonaka no Nikki (真夜中の日記) |  |
| 5. | Do my best!! (instrumental)      |  |
| 6. | STEP by STEP! (instrumental)     |  |
| 7. | Eien Puzzle (instrumental)       |  |
| 8. | Mayonaka no Nikki (instrumental) |  |

## Numéro de catalogue
- CD+DVD de l'édition A : YRCS-90052
- CD de l'édition B : YRCS-90053